# Hugh Hopper
Hugh Collin Hopper (n. 29 aprilie 1945 – d. 7 iunie 2009) a fost un basist de rock progresiv și jazz fusion. A fost o figură importantă în „Canterbury scene” ca membru al trupei Soft Machine și a altor formații de gen.

## Discografie

### Sub numele propriu
- 1973:  1984 (feat. Pye Hastings, Gary Windo, Lol Coxhill, Nick Evans, John Marshall, Malcolm Griffiths)
- 1976: Cruel But Fair (cu Elton Dean, Keith Tippett, Joe Gallivan)
- 1977: Hopper Tunity Box (feat. Elton Dean, Marc Charig, Frank Roberts, Dave Stewart, Mike Travis, Richard Brunton, Gary Windo, Nigel Morris)
- 1978: Soft Head - Rogue Element (cu Elton Dean, Alan Gowen, Dave Sheen)
- 1979: Soft Heap (cu Elton Dean, Alan Gowen, Pip Pyle)
- 1980: Two Rainbows Daily (cu Alan Gowen)
- 1985: Mercy Dash (cu Elton Dean, Keith Tippett, Joe Gallivan)
- 1985: Monster Band (feat. Elton Dean, Mike Travis, Jean-Pierre Carolfi, Jean-Pierre Weiller)
- 1989: Alive (feat. Frank van der Kooy, Kees van Veldhuizen, Dionys Breukers, Hans van der Zee, Pieter Bast, Andre Maes)
- 1991: Meccano Pelorus (featuring Patrice Meyer, Dionys Breuker, Pieter Bast, Frank van der Kooij)
- 1993: Hugh Hopper and Odd Friends (feat. John Atkinson, Dionys Breukers, Mike Travis, Rick Biddulph)
- 1993: Short Wave Live (cu Short Wave - Didier Malherbe, Phil Miller, Pip Pyle)
- 1994: A Remark Hugh Made (cu Mark Kramer)
- 1994: Hooligan Romantics (feat. John Atkinson, Pieter Bast, Dionys Breukers, Patrice Meyers, Frank van der Kooy)
- 1995: Carousel (feat. Patrice Meyer, Frank van der Kooy, Dionys Breuker, Kim Weemhoff, Robert Jarvis)
- 1995: Caveman Hughscore (cu Caveman Shoestore cunoscut ulterior ca Hughscore)
- 1995: Adreamor (cu Mark Hewins)
- 1996: Somewhere In France (cu Richard Sinclair)
- 1996: Bracknell-Bresse Improvisations (cu Alan Gowen, Nigel Morris)
- 1996: MASHU - Elephants in your head? (cu Shyamal Maitra, Mark Hewins)
- 1996: Best Soft (compilație)
- 1997: Huge (with Kramer)
- 1997: Highspot Paradox (cu Hughscore)
- 1998: Different (cu Lisa S. Klossner)
- 1999: Delta Flora (cu Hughscore)
- 2000: Cryptids (cu Lisa S. Klossner)
- 2000: Parabolic Versions (compilație de pe Somewhere In France, Hooligan Romantics and Hugh Hopper and Odd Friends)
- 2002: Jazzloops (feat. Elton Dean, Steve Franklin, Pierre-Olivier Govin, Christine Janet, Frank van der Kooij, Didier Malherbe, John Marshall, Patrice Meyer, Nigel Morris, Simon Picard, Kim Weemhoff, Robert Wyatt)
- 2003: In a Dubious Manner (cu Julian Whitfield)
- 2004: The Stolen Hour (comics de Matt Howarth)
- 2007: Soft Mountain (cu Elton Dean, Hoppy Kamiyama, Yoshida Tatsuya)[5]
- 2007: Numero D'Vol (cu Simon Picard, Steve Franklin, Charles Hayward)
- 2008: Dune (cu Yumi Hara Cawkwell, ca Humi)

### Cu Soft Machine
- 1968: 'The Soft Machine (one track only)
- 1969: Volume Two
- 1970: |Third
- 1971: Fourth
- 1972: Five
- 1973: Six

### Cu alții (selecție)
- 1962-5 Canterburied Sounds, Vol.s 1-4 (1998 compilație de Brian Hopper)
- 1965: The Wilde Flowers (scos în 1994)
- 1969: Syd Barrett: The Madcap Laughs (două piese)
- 1969: Kevin Ayers: Joy of a Toy
- 1973: Stomu Yamashta's East Wind: Freedom Is Frightening
- 1974: Robert Wyatt: Rock Bottom
- 1974: Stomu Yamashta: One by One
- 1975: Isotope: Illusion
- 1976: Isotope: Deep End
- 1978: Carla Bley Band: European Tour 1977
- 1978: Gilgamesh: Another Fine Tune You've Got Me Into
- 1985: In Cahoots: Cutting Both Ways
- 1985: Pip Pyle: L'Equipe Out
- 1986: Patrice Meyer: Dromedaire viennois
- 1987: Anaid: Belladonna
- 1991: Lindsay Cooper: Oh Moscow
- 1999: Brainville: The Children's Crusade (cu Daevid Allen, Chris Cutler)
- 2001: Glass Cage: Glass Cage Paratactile
- 2003: Soft Works: Abracadabra
- 2003: Bone: Uses Wrist Grab (cu Nick Didkovsky și John Roulat)[6]
- 2003: Polysoft: Tribute to Soft Machine[7]
- 2004: Brian Hopper: If Ever I Am
- 2005: NDIO Airback
- 2005: Soft Machine Legacy: Live in Zaandam
- 2006: Soft Machine Legacy: Soft Machine Legacy
- 2007: Soft Machine Legacy: Steam
- 2008: Brainville3: Trial by Headline